# الدوري المولدوفي الوطني 1992
الدوري المولدوفي الوطني 1992 هو الموسم 1 من الدوري المولدوفي الوطني. أقيم خلال الفترة 19 مارس 1992 وحتى 23 يونيو 1992، وأشرف على تنظيمه اتحاد مولدافيا لكرة القدم، وكان عدد الأندية المشاركة فيه 12، وفاز فيه زمبرو تشيسيناو.